# Acronicta leucogaea
Acronicta leucogaea är en fjärilsart som beskrevs av Stitch. Acronicta leucogaea ingår i släktet Acronicta och familjen nattflyn. Inga underarter finns listade i Catalogue of Life.